# Wahl

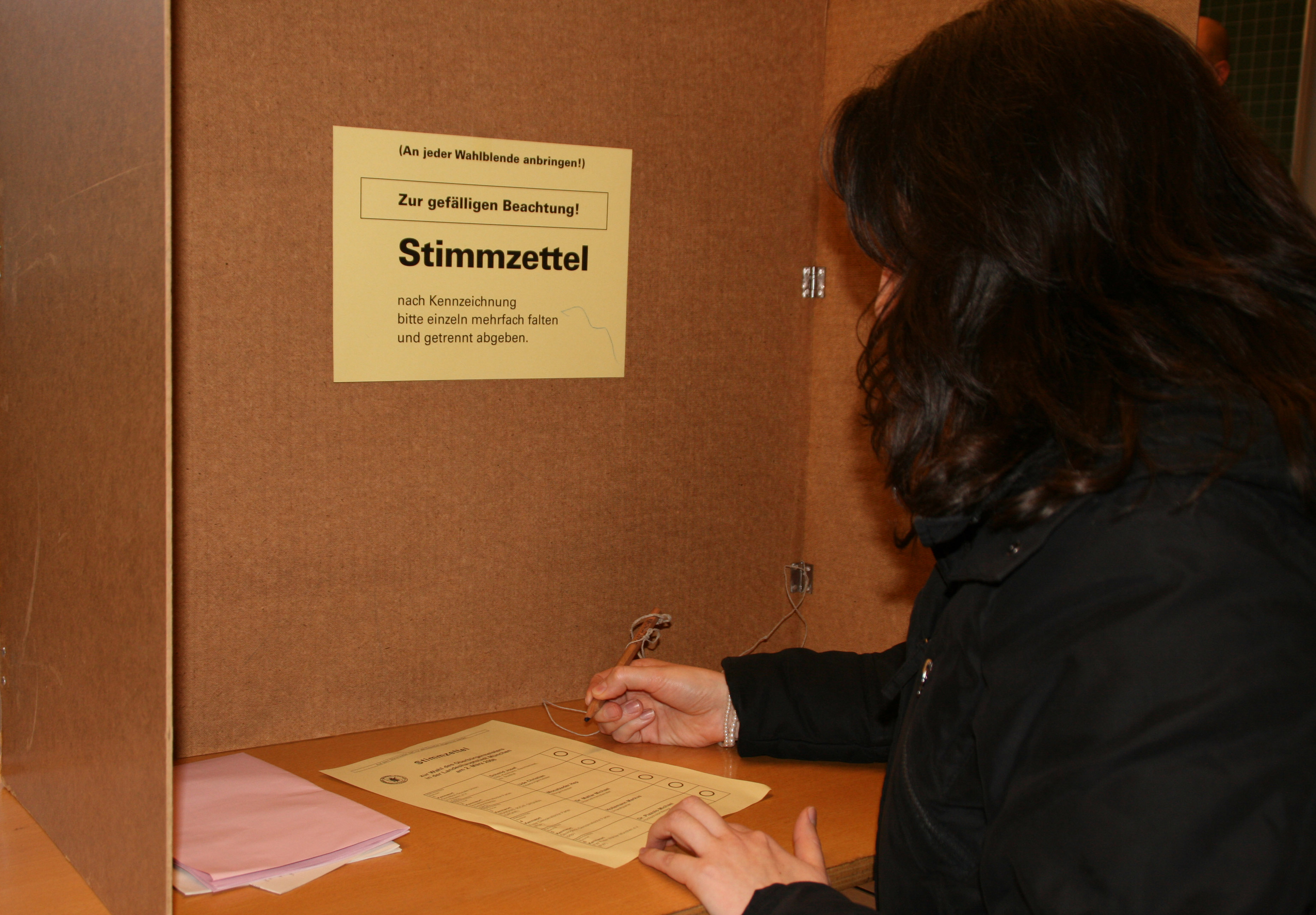
Wählerin in Wahlkabine (München 2008)

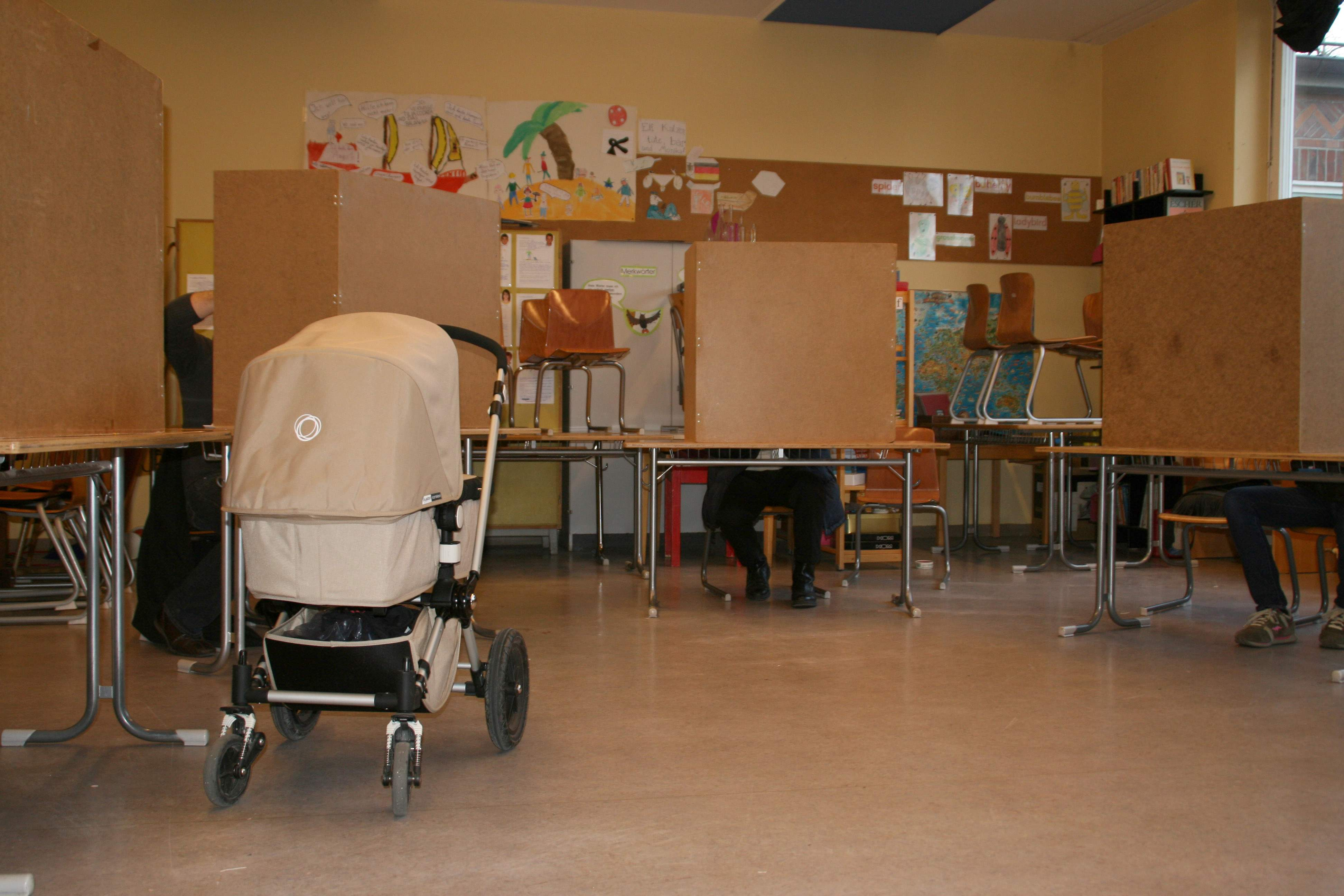
Blick in ein Wahllokal in einer Münchner Schule (2008)

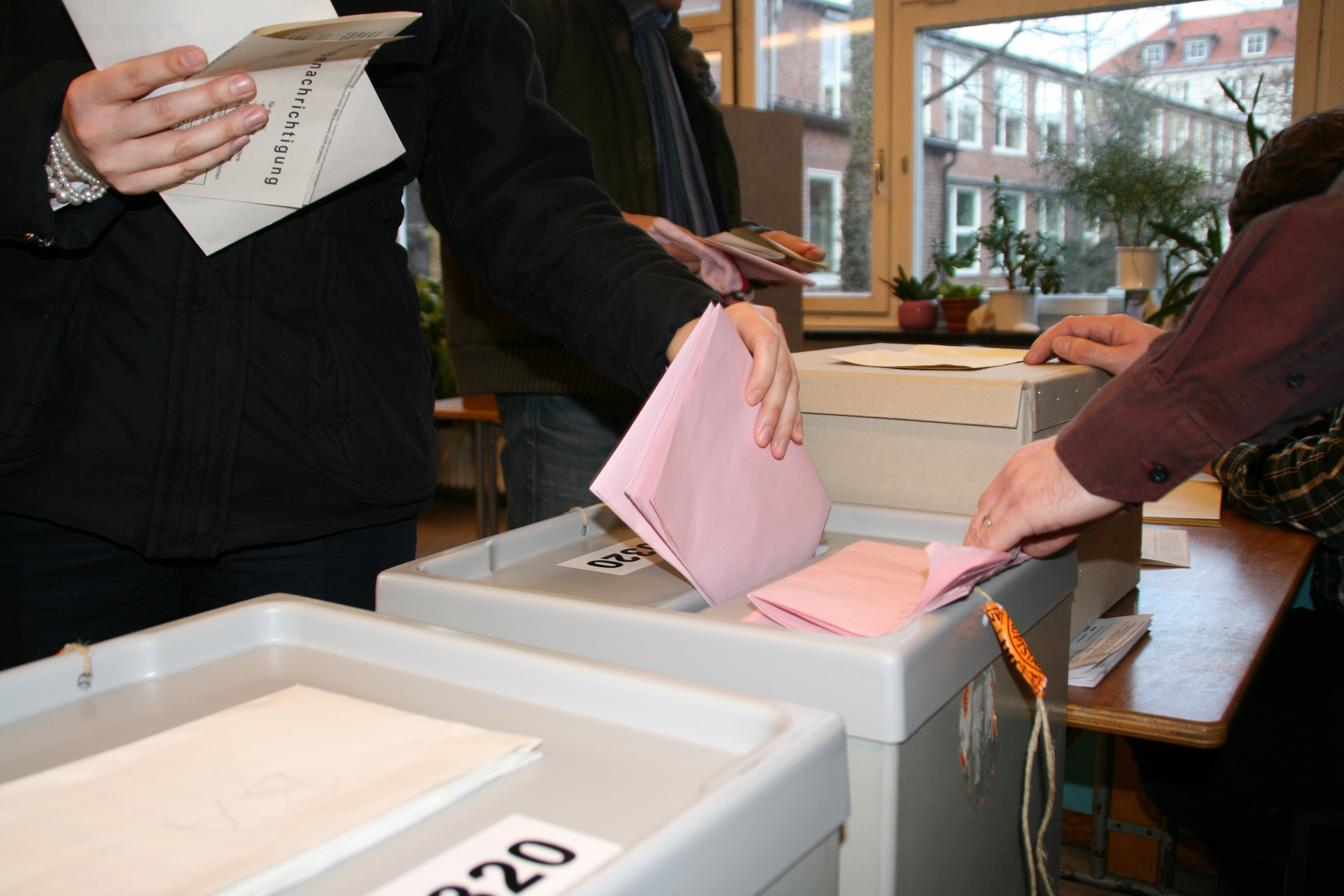
Stimmabgabe an der Wahlurne (München 2008)

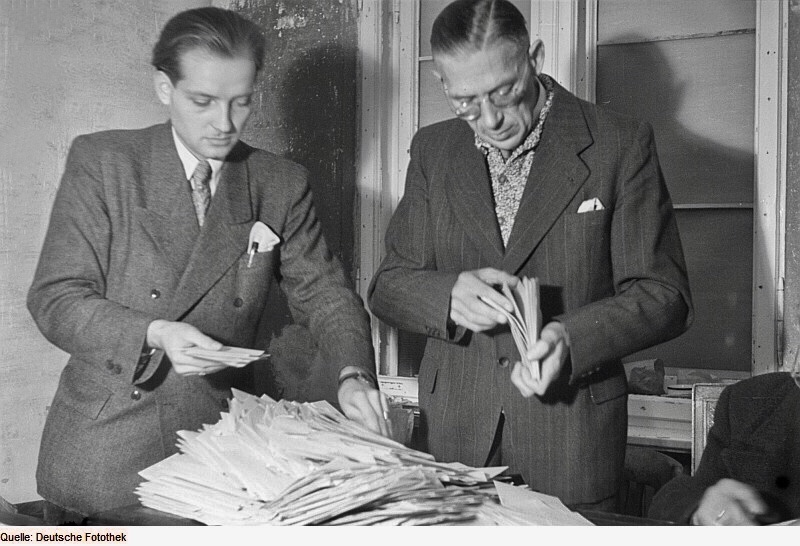
Auszählung der Stimmen (Berlin 1946)

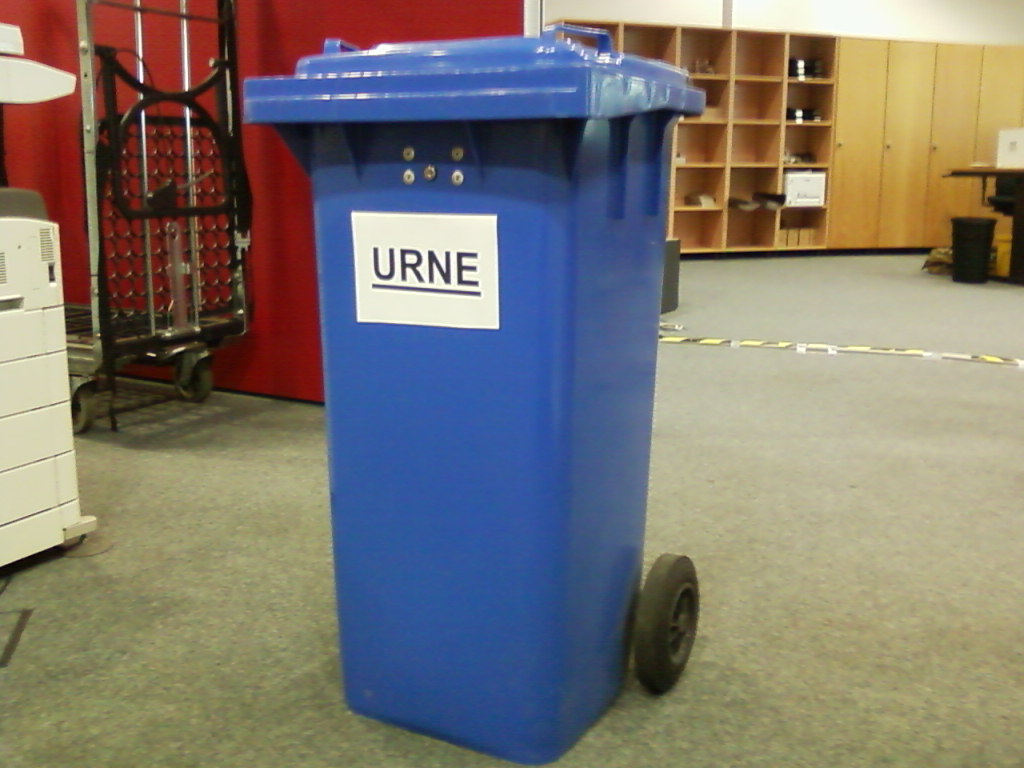
Tonne als Wahlurne, Zentrales Wahlbüro im Technischen Rathaus der Stadt Bochum, 2017

Eine Wahl im Sinne der Politikwissenschaft ist ein Abstimmungsverfahren in Staaten, Gebietskörperschaften und Organisationen zur Bestellung einer repräsentativen Person oder mehrerer Personen als entscheidungs- oder herrschaftsausübendes Organ.

## Allgemeines
Aus Wahlen können Abgeordnete (z. B. bei Landtags- und Bundestagswahlen), Kreis-, Stadt-, Gemeinderäte (bei Kommunalwahlen), Präsidenten und Regierungschefs, Vorstände, Aufsichtsräte, Betriebsräte u. ä. hervorgehen. Diese Amts- oder Mandatsinhaber erhalten ihre Legitimation dadurch, dass eine wahlberechtigte Personengruppe in einem vorher festgelegten Verfahren ihren Willen äußert. Die Summe der Einzelentscheidungen führt zu der im Wahlergebnis abgebildeten Gesamtentscheidung.
Die Personen, die zur Wahl berechtigt sind (Wahlberechtigte), wählen in einem festgelegten Verfahren (Wahlsystem) – zumeist aus einer Auswahl – einen Amts- oder Mandatsinhaber oder ein Gremium für einen festgelegten Zeitraum.
Zu unterscheiden ist zwischen egalitären und funktionalen Repräsentativsystemen: Egalitär bedeutet, dass alle Wahlberechtigten gleich behandelt werden; funktional ist eine Wahl, bei der Vertreter verschiedener Statusgruppen ihre Vertreter in getrennten Wahlgängen (z. B. Wahl der Vertreter von Anteilseignern, leitenden Angestellten und sonstigem Personal bei der Wahl von Aufsichtsräten) wählen. Bei politischen Wahlen ist als Maßnahme zur Einteilung der Wählerschaft nur eine Zuordnung jedes Wählers zu einem bestimmten Wahlkreis und darin einem Stimmbezirk zulässig, ansonsten gilt wie bei allen egalitären Repräsentativsystemen der Grundsatz: „Eine Person, eine Stimme.“
Eine Wahlveranstaltung hat mehr Aufgaben als die Auswahl von Personal. Sie politisiert und mobilisiert die Wähler, sie legitimiert außerdem das politische System. Selbst Diktaturen veranstalten Wahlen, um den Anschein von Legitimität zu erzeugen, obwohl die Auswahl des politischen Personals in Diktaturen normalerweise bereits im Vorfeld getroffen wird. Die Wahl des deutschen Bundespräsidenten ist ein Beispiel dafür, dass dies auch in korrekten Demokratien grundsätzlich möglich ist, da die Mehrheitsverhältnisse in der Bundesversammlung in der Regel zuvor bekannt sind.

## Aufgaben politischer Wahlen
Die Hauptaufgabe politischer Wahlen in einer repräsentativen Demokratie ist die Bestellung von Organen. Das Organ kann aus mehreren Personen bestehen, zum Beispiel den Abgeordneten eines Parlaments. Andere Organe bestehen aus nur einer Person, zum Beispiel ein Präsident.
Zu einer Wahl werden in der Regel wählbare Personen vorbestimmt oder vorausgewählt, um den Aufwand für die Wahl niedrig zu halten. Man nennt dies die Kandidatenaufstellung. Dabei kann Einfluss auf die Zusammensetzung des zu wählenden Gremiums genommen werden.
Die Willensbekundung der einzelnen Personen bei einer Abstimmung nennt man Stimme. Es existieren zahlreiche Wahlsysteme hinsichtlich der konkreten Formulierung von Stimmen und ihrer Zusammenrechnung zum Gesamtentscheid. Grundtypen von Wahlsystemen sind die Verhältniswahl und die Mehrheitswahl.
An politische Wahlen wird eine Reihe von Anforderungen gestellt, die sich als zwingend notwendig herausgestellt haben, um mit den Wahlen tatsächlich den angestrebten Interessenausgleich hervorzubringen. Sie werden mitunter durch optionale Anforderungen erweitert, die aus speziellen Interessen erwachsen.
In Deutschland erfüllen politische Wahlen folgende Aufgaben:
- Hervorbringung eines handlungs- und entscheidungsfähigen Parlaments;
- Legitimation der Parlamente und der eventuell von ihnen gewählten Regierungen sowie von Räten und Bürgermeistern und Landräten;
- Kontrolle der Parteien, Abgeordneten und Regierungen durch die Wähler;
- Repräsentation des Wählerinteresses (Konkurrenztheorie);
- Integration der Bevölkerung in die Politik;
- Konkurrenz personeller und programmatischer Alternativen;
- Integration der politischen Kräfte mit Einschluss aller gewichtigen Anliegen im Volk.

## Anforderungen an politische Wahlen
Vorgaben, die eine Wahl sinnvoll machen, werden Wahlrechtsgrundsätze (Wahlgrundsätze) oder Wahlrechtsprinzipien (Wahlprinzipien) genannt. Jeder dieser Grundsätze weist allerdings Ausnahmen aus. In der folgenden Betrachtung ausgeklammert sind Aspekte der Gestaltung der Wahloptionen und der mathematischen Auswertung der Stimmen. Es gibt umfangreiche Abhandlungen dazu, wie der Wählerwille durch solche Wahlsysteme nach welchen Kriterien abgebildet werden kann und was davon am besten für eine Gesellschaft geeignet sein könnte. Dies bildet eine ganze eigene Wissenschaft für sich und ist zum Teil rein von subjektiven Auffassungen zu diesen Themen abhängig. Insbesondere gibt es Beweise, dass ab einer gewissen Komplexität dieser „Willensabbildungen“ kein Wahlsystem existieren kann, das alle vernünftigen Anforderungen an Abbildungsfunktionen zugleich erfüllt.

### Notwendige Forderungen
Eine Reihe von Anforderungen an Wahlen ergibt sich zwingend:
- aus dem Ziel, einen Interessenausgleich herbeizuführen und
- aus den Möglichkeiten, dieses zu beeinträchtigen.

Eine politische Wahl muss dazu folgenden Anforderungen genügen:
- Berechtigung: Nur die Personen, die zur Wahl zugelassen sind, dürfen Stimmen abgeben.
- Gleichheit: Jeder Wähler darf nur einmalig und mit gleichem Stimmengewicht abstimmen. (Gegensatz: Klassenwahlrecht)
- Privatheit: Niemand kann ermitteln, welche Stimme ein Wähler abgegeben hat.
- Fälschungssicherheit:
  - Gültige Stimmen dürfen nicht verändert (gefälscht) werden.
  - Gültige Stimmen dürfen nicht vernichtet werden.
  - Es dürfen keine Stimmen hinzugefügt werden, insbesondere dürfen aus ungültigen Stimmen keine gültigen gemacht werden.
- Überprüfbarkeit: Jeder Wähler hat die Möglichkeit, unabhängig von jeder anderen Person die Korrektheit der Wahl einschließlich aller vorher genannten Punkte zu prüfen.

Die Forderungen sind durch folgende Umstände begründet:
- Berechtigung: Der Interessenausgleich funktioniert nicht, wenn nicht genau die Personen abstimmen, die als vom Ziel der Wahl Betroffene und als hinreichend Mündige definiert sind. Die Definitionshoheit in dieser Angelegenheit liegt bei politischen Wahlen beim (Verfassungs-)Gesetzgeber. Die maßgeblichen Definitionen werden in Verfassungen und Gesetzen festgelegt.
- Gleichheit: Der Interessenausgleich funktioniert nicht, wenn Wähler das Gewicht ihrer Stimme nach Belieben verändern können. Für eine Anerkennung als „demokratisch“ müssen alle Stimmen ungefähr gleiches Gewicht haben.
- Privatheit (Geheim): Der Interessenausgleich funktioniert nicht, wenn Stimmen erkauft oder erpresst werden. Bestechung und Erpressung werden wesentlich behindert, wenn es unmöglich gemacht wird, zu ermitteln, welche Stimme ein Wähler abgegeben hat.
- Fälschungssicherheit: Der Interessenausgleich funktioniert nicht, wenn die Menge der auszuzählenden Stimmen nach ihrer Abgabe in irgendeiner Form (durch Ändern, Hinzufügen oder Vernichten von Stimmen) gefälscht wird.
- Überprüfbarkeit: Gegen jede der soweit genannten Forderungen kann auch jede Person verstoßen. Speziell kann jede Person, die damit betraut wird, die Einhaltung der genannten Forderungen durchzusetzen, dagegen verstoßen. Eine tatsächliche Sicherheit gegen Wahlfälschungen aller Art entsteht erst und genau dadurch, dass sämtliche Wähler das Recht erhalten, die Einhaltung der Forderungen zu überprüfen.

Zwischen den verschiedenen Anforderungen an eine Wahl kann es zu Zielkonflikten kommen: Wenn man beispielsweise das Ziel der Allgemeinheit anstrebt, darf man nicht kranke oder behinderte Menschen von der Wahl ausschließen, die ihren Willen nur mündlich übermitteln können, obwohl das einen Verstoß gegen das Wahlgeheimnis bedeutet. Einen Wahlrechtsausschluss soll es nur dann geben, wenn Betreute, für die eine Betreuung mit den drei klassischen Aufgabenkreisen und ggf. darüber hinaus eingerichtet ist, einem Wahlhelfer nicht mehr sagen können, welcher Partei sie ihre jeweilige Stimme geben wollen.
Auch können nicht alle Forderungen konsequent eingehalten werden: Wahlkreiszuschnitte, die zu genau der gleichen Zahl von Wählern in jedem Wahlkreis führen würden, würden zu Akzeptanzproblemen führen; zudem müssten wegen der verschiedenen demografischen Entwicklung in den Regionen bei jeder Wahl die Wahlkreise neu zugeschnitten werden. Bei Briefwahlen muss man sich auf die Beteuerung verlassen können, dass der Wahlberechtigte selbst die Stimme(n) abgegeben hat, sowie auf entsprechende Strafandrohungen.
Es wird versucht, dem Prinzip der Überprüfbarkeit dadurch Genüge zu tun, dass
- die Wahl von einzelnen Vertretern (sogenannten Wahlhelfern) organisiert und geleitet wird, aber allen interessierten Wählern und gegebenenfalls Wahlbeobachtern Einsicht in die Arbeit der Vertreter gewährt wird;
- die kritischen Handlungen der Wahl – das Überprüfen auf Berechtigung und Gültigkeit und das Sammeln und Auszählen der Stimmen – öffentlich durchgeführt werden, wobei jeder interessierten Person gestattet wird, mitzuwirken oder zu kontrollieren;
- bei begründetem Verdacht tatsächlich eine detaillierte Überprüfung auf Verstöße stattfindet (allerdings wird der Einspruch einzelner Wähler unter Tausenden in der Regel abgewiesen).

### Zusätzliche Forderung
Eine zusätzliche Forderung an politische Wahlen, die aus dem historisch gewachsenen Gerechtigkeitsverständnis entstehen, ist die
- Allgemeinheit: Jede Person, die zu einer organisatorischen Einheit gehört, deren Vertreter gewählt werden, ist wahlberechtigt. Die Berechtigung darf nicht eingeschränkt werden in Abhängigkeit von den Interessen der Person in Bezug auf eine Reihe von grundlegenden Freiheiten.

Was konkret zu den grundlegenden Freiheiten der Personen gezählt wird, ist stark von der historischen Entwicklung und der betroffenen Organisation abhängig und unterliegt heute noch starken regionalen Schwankungen.

### Redundante Formulierungen
Einige historische Formulierungen sind zwingende Folgen der notwendigen Forderungen:
- Freiheit: Jeder Wähler kann seine Stimme selbst abgeben, ohne dieses über dritte Personen tun zu müssen. Der Inhalt der Stimmabgabe wird nicht überwacht. Die Abgabe einer gültigen Stimme wird nicht erzwungen (auch nicht bei Wahlpflicht wie in Belgien). Diese Forderung ergibt sich aus den Forderungen Privatheit und Fälschungssicherheit: Fälschungssicherheit und Privatheit erzwingen beide das Recht zur selbstständigen Abgabe der Stimme.
- Unmittelbare Wahl: Bei einer Personenwahl wird die Stimme unmittelbar einem Kandidaten gegeben. Der Kandidat hat nicht das Recht, seine Stimmen nach seinem Geschmack weiter zu verschenken. Diese Forderung ergibt sich aus der Forderung nach Fälschungssicherheit: Ohne das Verbot des Stimmenhandels kann nicht verhindert werden, dass die Stimme einer Person gegen deren Willen umgemünzt wird. Auch müssen im Regelfall Stimmen höchstpersönlich abgegeben werden, und zwar zumeist dadurch, dass jeder Wahlberechtigte selbst ein Kreuz oder Kreuze auf einem amtlichen Stimmzettel macht. „Hilfestellungen“ dabei sind nur sehr bedingt und nur bei behinderten oder kranken Menschen zulässig.
 Wahlen durch Wahlmänner bilden einen Ausnahmefall.
- Transparenz: Der Prozess der Wahl kann – bis auf die Festlegung des Inhalts der Stimme eines Wählers – von der Öffentlichkeit verfolgt werden. Dieses ist ein notwendiges Element der Forderung nach Überprüfbarkeit: Wenn ein Prozess nicht einsehbar und verstehbar ist, kann er höchstens an seinen äußeren Endpunkten (dem, was hineingeht und was herauskommt) geprüft werden. Davon sollen aber gerade die hineingehenden Stimmen notwendig nicht bekannt sein (Privatheit).

### Wahlrechtsgrundsätze

#### Allgemeinheit der Wahl
Das Wahlrecht ist allgemein, wenn es grundsätzlich allen Staatsbürgern zusteht, die das Wahlalter erreicht haben, ohne dass die Wahlberechtigung von Voraussetzungen abhängig gemacht wird, die nicht jeder Bürger im wahlfähigen Alter erfüllen kann (z. B. Geschlecht, bestimmte Bevölkerungs- oder Berufsgruppen). Zu beachten ist jedoch, dass in der Regel ein Ausschluss vom Wahlrecht unter bestimmten Voraussetzungen (meist aufgrund einer strafgerichtlichen Verurteilung) möglich ist (in Österreich z. B. gemäß Artikel 26 Abs. 5 B-VG in Verbindung mit § 22 NRWO, siehe oben Punkt 1).

#### Unmittelbarkeit der Wahl
Bei einer unmittelbaren Wahl ergibt sich die Sitzverteilung unmittelbar aus dem Wahlergebnis (abgesehen von Nichtannahme, späterem Rücktritt oder ähnlichen Handlungen der Gewählten selbst). Eine nachgelagerte Stufe (im Anschluss an die Wahl) wie zum Beispiel die Wahlmänner bei Präsidentschaftswahlen in den USA ist mit einer unmittelbaren Wahl nicht verträglich. Eine der Wahl vorgelagerte Stufe wie zum Beispiel die Aufstellung von Wahllisten durch die Parteien ist dagegen mit unmittelbaren Wahlen vereinbar. Die unmittelbare Wahl wird auch direkte Wahl genannt.

#### Freiheit der Wahl
Wahlen sind dann frei, wenn weder in die Aufstellung der Wahlvorschläge, in die Wahlwerbung noch in die Ausübung des aktiven oder passiven Wahlrechts von dritter Seite eingegriffen wird. Es muss die Möglichkeit geben, frei aus mehreren Kandidaten oder Parteien auszuwählen, auch die Kandidatenaufstellung muss frei sein.

#### Gleichheit der Wahl
Die Gleichheit des Wahlrechts bedeutet, dass jeder gültigen Stimme dasselbe Stimmgewicht zukommt und keinerlei Umstände, wie Familienstand, höhere Bildung, höhere Steuerleistung etc. für eine höhere Gewichtung der Stimmen herangezogen werden dürfen. Dies wird als gleicher Zählwert aller Stimmen im Abstimmungsverfahren bezeichnet. Es ist jedoch üblich, dass nicht alle Stimmen auch den gleichen Erfolgswert haben müssen; damit werden die für ein Mandat erforderlichen Stimmen bezeichnet. So waren z. B. bei der Wahl 2002 zum österreichischen Nationalrat 25.978 Stimmen für ein Mandat der SPÖ erforderlich, die ÖVP benötigte aber 26.289 Stimmen, um ein Mandat zu erlangen. Solche Verzerrungen ergeben sich aus der Gestaltung des Sitzzuteilungsverfahrens.
Ein weiterer Punkt bei der Bewertung des Wahlergebnisses ist das sogenannte gewichtete Ergebnis.

#### Wahlgeheimnis
Geheim sind die Wahlen, wenn der Wähler seinen Stimmzettel unbeobachtet und unbeeinflusst in einer Wahlkabine (oder wie bei einer Briefwahl an einem anderen Ort) selbst ausfüllen und gefaltet in die Wahlurne werfen muss. Es darf nicht feststellbar sein, wie der einzelne Bürger gewählt hat. Der Wahlleiter im Wahllokal hat sicherzustellen, dass alle Wähler die Wahlkabine verwenden. Das Falten des Wahlzettels hat, von der Briefwahl abgesehen, das Einstecken in einen Umschlag abgelöst, um das Auszählen zu vereinfachen (Änderung des Bundeswahlgesetzes). Die geheime Wahl soll den Wähler nicht bloß vor unerwünschter Einflussnahme auf seine Willensbildung im Zuge des Wahlvorgangs bewahren, sie soll ihm auch die Sorge und Furcht nehmen, dass er wegen seiner Stimmabgabe in bestimmter Richtung Vorwürfen und Nachteilen welcher Art immer ausgesetzt sei.

#### Transparenz oder Öffentlichkeit der Wahl
Ein weiterer Grundsatz ist die Transparenz oder Öffentlichkeit der Wahlhandlung. Sie bedeutet, dass der Weg der Wählerstimmen von den eingeworfenen Stimmzetteln über die Auszählung bis zur Bildung von Gesamtsummen und der Berechnung einer eventuellen Sitzzuteilung vollständig nachvollziehbar ist. Das heißt auch, dass das Beobachten etwa des Weges der Wahlurne vollständig möglich ist (sodass ein Befüllen der Wahlurne vor Beginn der Wahl und ein Austauschen der Wahlurne gegen eine andere ausgeschlossen werden können) und dass sich jede Summe von Wählerstimmen für eine Partei (oder einen Kandidaten) als Summe aller Untersummen ergibt, also auf der Kette der Berechnungen vom Wahllokal bis zur eventuellen Sitzzuteilung jede Teilberechnung nachvollziehbar ist, diese Kette also keine Lücken aufweist. Wahlfälschung wird gerne mittels eines fehlenden Glieds in einer solchen Kette betrieben.
In Deutschland wird diese Transparenz durch die Öffentlichkeit der Wahlhandlung hergestellt, die jedermann die Beobachtung der Wahl ermöglicht (§ 10 und § 31 BWahlG). In seinem Urteil zu Wahlcomputern wurde der bisher ungeschriebene Grundsatz der Öffentlichkeit der Wahl vom Bundesverfassungsgericht bestätigt.
In Österreich können die zur Wahl zugelassenen Parteien in jedes Wahllokal zwei Wahlzeugen entsenden, um die Transparenz in Vertretung der Öffentlichkeit herzustellen (§ 61 NRWO). Zur transparenten Wahldurchführung haben sich alle Mitgliedsstaaten der OSZE in einer Kopenhagener Erklärung aus dem Jahr 1990 verpflichtet.

#### Effektivität der Wahl
Die Effektivität der Wahl (auch Effektivitätsgrundsatz genannt) bezeichnet die Voraussetzung, dass die gewählten Parteien und Ämter tatsächlich ihre Aufgaben wahrnehmen können. Das bedeutet, dass sie unabhängig von anderen Institutionen (z. B. Ministerialbürokratie oder Lobbyismus) ihren Aufgaben und Verpflichtungen nachkommen können, nicht Manipulationen unterliegen und dass sie eine effektive Wirkung in ihrem jeweiligen Zuständigkeitsbereich erzielen. Dies ist ein weiterer ungeschriebener Grundsatz, der etwa in Deutschland aus dem Art. 38 I GG und dem Art. 20 I und II GG abgeleitet wird, welche die Staatszielbestimmungen und die Volkssouveränität in der repräsentativen Demokratie festhalten. Des Weiteren knüpft es (analog) an die Legitimationskettentheorie an, nach der alles hoheitliche und nichthoheitliche legitimierte Handeln auf die Willensäußerung des Volkes bei der Wahl zurückzuführen ist.

„Die Wahl muss plakativ ausgedrückt einen Sinn ergeben.“

### Verschiedene Wahlrechtssysteme

#### Deutschland
Das Grundlage des Wahlrechts sind im Grundgesetz für die Bundesrepublik Deutschland (GG) verankert.
Art. 20 Abs. 2 GG:
Art. 38 Abs. 1 GG:
Art. 20 Abs. 2 GG normiert die Volkssouveränität. Art. 38 GG legt zwar die Wahlprinzipien fest, lässt aber die Einzelheiten des Wahlrechtes, insbesondere auch die Frage des Wahlsystems (Verhältniswahl oder Mehrheitswahl) offen. Die Einzelheiten des Verfahrens bei den Bundestagswahlen sind im Bundeswahlgesetz (BWahlG) geregelt. Demnach wählen die Bürger der Bundesrepublik ihre Bundestagsabgeordneten nach einem Wahlsystem, das Verhältnis- und Mehrheitswahl in der sogenannten personalisierten Verhältniswahl miteinander verbindet. Dafür kann jeder Wähler zwei Stimmen vergeben.
Von den 598 Mandaten des Bundestages wird die Hälfte durch Mehrheitswahl in 299 Wahlkreisen vergeben. Dabei wählen die Bürger mit ihrer Erststimme einen Direktkandidaten im Wahlkreis. In dem Wahlkreis wird nur ein Mandat vergeben. Dies gewinnt der Kandidat, der mit relativer Mehrheit die meisten Stimmen auf sich vereinen kann.
Zugleich wählen die Bürger mit ihrer Zweitstimme – der sogenannten Kanzlerstimme – die Landesliste einer bestimmten Partei. Aus dem Ergebnis der bundesweit abgegebenen Zweitstimmen ergibt sich grundsätzlich das Stärkeverhältnis der Parteien im Bundestag. Beachtung finden bei der Mandatsverteilung allerdings nur jene Parteien, die die Sperrklausel, die Fünf-Prozent-Hürde, überwunden haben.
Zudem kann es aufgrund einer geringen Wahlbeteiligung bzw. eines schwachen Zweitstimmenergebnisses einer Partei mit Direktmandaten (etwa durch Stimmensplitting zwischen Erst- und Zweitstimme) in einem Bundesland zu den sogenannten Überhangmandaten kommen, die den Bundestag über die Zahl von 598 Abgeordneten hinaus vergrößern. Diese kommen zustande, wenn von einer Partei in einem Bundesland mehr Direktkandidaten mit der Erststimme in den Bundestag gelangen, als dieser Partei Mandate anteilig über die Zweitstimmen für die jeweilige Landesliste zustehen würden. So besaß beispielsweise der 16. Deutsche Bundestag nach seiner Wahl im Jahr 2005 durch 16 Überhangmandate insgesamt 614 Mitglieder.
Allerdings erklärte im Juli 2008 das Bundesverfassungsgericht das bestehende Wahlrecht zum Bundestag für verfassungswidrig („negatives Stimmengewicht“) und gab dem Gesetzgeber eine Neufassung spätestens bis Mitte 2011 auf.
Wahlfälschung ist nach dem deutschen Strafgesetzbuch ein Straftatbestand. In § 107a StGB heißt es: 

#### Österreich
Das Wahlrecht hat in Österreich seine verfassungsrechtliche Grundlage in den Art. 1 („Österreich ist eine demokratische Republik. Ihr Recht geht vom Volk aus.“) und Art. 26 Abs. 1 B-VG („Der Nationalrat wird vom Bundesvolk auf Grund des gleichen, unmittelbaren, persönlichen, freien und geheimen Wahlrechtes der Männer und Frauen […] nach den Grundsätzen der Verhältniswahl gewählt.“) des Bundes-Verfassungsgesetzes von 1920. Dass es sich dabei um ein Grundrecht handelt, steht nicht zuletzt aufgrund des Art. 3, 1.ZP zur EMRK, des Art. 138/1/2 EGV sowie Art. 8b EGV außer Frage.
Die in Art. 26 B-VG normierten Wahlrechtsgrundsätze gelten gemäß Art. 95 und Art. 117 B-VG auch für Landtags- und Gemeinderatswahlen.
Eine Wahl (und so auch die Verletzung von Wahlrechtsgrundsätzen) kann wegen behaupteter Rechtswidrigkeit beim VfGH angefochten werden.

#### Schweden
Das Wahlrecht in den Wahlen zum schwedischen Reichstag wird in Regeringsformen, einem der vier schwedischen Grundgesetze, geregelt. Danach kommt das Stimmrecht allen schwedischen Staatsbürgern zu, die spätestens am Wahltag das 18. Lebensjahr vollenden und die in Schweden wohnhaft sind oder wohnhaft gewesen sind. Der schwedische Reichstag hat stets 349 Abgeordnete, es gibt also keine Überhangmandate.
Das Wahlrecht in Kommunal- und Landtagswahlen regelt das Gemeindegesetz (Kommunallag, SFS 1991:900). Danach sind folgende Personen stimmberechtigt: Schwedische Staatsbürger sowie Staatsbürger eines anderen EU-Landes, außerdem Bürger anderer Staaten, die seit mindestens drei Jahren in Schweden wohnhaft sind. Auch in den Gemeinde- und Landtagswahlen gilt die Altersgrenze von 18 Jahren am Wahltag.
Die genauen Regelungen zu den Wahlen sind im Wahlgesetz (Vallag, SFS 2005:837, in Kraft seit dem 1. Januar 2006) zu finden. Danach finden die allgemeinen Wahlen alle vier Jahre am dritten Sonntag im September statt. (Für die Wahl im Jahre 2014 wurde trotzdem der 14. September festgelegt, erstmals der zweite Sonntag im September.)
Die Regierung kann außerordentliche Wahlen anordnen.
Die Mandate im schwedischen Reichstag werden nach dem Sainte-Laguë-Verfahren zugeteilt.
In den allgemeinen Wahlen kann der Wähler außerdem einem Kandidaten der gewählten Partei eine Personenstimme geben. Alle Kandidaten, die mindestens acht Prozent der gesamten Stimmen für die vertretene Partei im jeweiligen Wahlkreis erhalten, werden nach der Anzahl der Personenstimmen an der Spitze der Liste geordnet. Dies geschieht unabhängig von der ursprünglichen Rangordnung der Liste.
Im Gegensatz zum deutschen Wahlsystem gibt es aber keine Erst- und Zweitstimmen, also auch kein Stimmensplitting.

#### USA
Mangels eines zentralisierten Melderegisters müssen sich wahlberechtigte Staatsbürger vor der Wahl in der Wählerliste registrieren.

### Wahlgerechtigkeit
Wie schon aus dem Vergleich von Mehrheitswahl und Verhältniswahl ersichtlich, kann es bei einem Wahlverfahren immer wieder zu Ergebnissen kommen, die zwar mathematisch korrekt sind, aber nicht unbedingt den Wählerwillen genau wiedergeben.
Das folgende Beispiel ist konstruiert, zeigt aber die prinzipiellen Risiken, die Wahlverfahren in unterschiedlicher Weise mitbringen: Bei einer fiktiven Wahl gelte das Mehrheitswahlrecht, das Parlament hat fünf Abgeordnete, die in fünf Wahlkreisen mit je 100 Wählern gewählt werden. Die Kandidaten werden von nur zwei Parteien (A und B) gestellt und alle Wahlberechtigten gehen zur Wahl. Wenn Partei A in drei Wahlkreisen knapp mit 51 Stimmen siegt und Partei B in zwei Wahlkreisen mit 99 Stimmen siegt, dann hat Partei B 3*49+2*99= 345 Stimmen oder 69 % aller Stimmen. Hier stehen also mehr als 2/3 aller Wähler hinter Partei B, dennoch hat sie von fünf Mandaten nur zwei erhalten und ist im Parlament mit nur 40 % der Mandate nicht fähig, Entscheidungen für die Mehrheit der Wähler durchzusetzen. Dieses „bias“ (dt. „schiefe Ebene“) genannte Phänomen kam in den britischen Unterhauswahlen zum Beispiel 1951 und 1974 (Februarwahl) vor. Bisweilen werden Wahlkreise sogar absichtlich so zugeschnitten, dass es zu diesem Effekt kommt (Gerrymandering).
Umgekehrt kann es bei bestimmten Wahlsystemen dazu kommen, dass man mit weniger Stimmen mehr Mandate bekommt (negatives Stimmengewicht, vom Bundesverfassungsgericht am 3. Juli 2008 als verfassungswidrig beurteilt). Dabei kann eine Partei, der im Bundesland A mehr Direktmandate als Mandate nach Zweitstimmen zustehen würde, ein Mandat in einem anderen Bundesland verlieren, wenn sie in Land A mehr Zweitstimmen erhält und umgekehrt. Dieser Effekt konnte bei der Bundestagswahl 2005 bei der Nachwahl in einem Wahlkreis bewusst herbeigeführt werden.

### Historische Entwicklung
In den unterschiedlichsten Gesellschafts- und Herrschaftsformen bis zurück zu ältesten Überlieferungen und Legenden kommen Wahlen vor. Der Kreis der Wahlberechtigten und die Wahlverfahren sind dabei sehr unterschiedlich. Historisch besonders bedeutsam sind Wahlen in der griechischen Demokratie und der Römischen Republik sowie die Entwicklung differenzierter Wahlverfahren (einschließlich Akklamation, Skrutinium, Losverfahren, Konklave) in den mittelalterlichen Stadtstaaten. Dass bei Abstimmungen und Wahlen das Mehrheitsprinzip gilt, ist keine Selbstverständlichkeit. Zur Bestätigung durch eine Mehrheit (maioritas), von der nur sinnvoll zu reden ist, wenn der Kreis der Abstimmungsberechtigten klar ist, müsse noch Tüchtigkeit/Würde (sanioritas) der Wählenden wie des Gewählten kommen, wird seit der Antike bis in die Gegenwart hinein argumentiert. Im Mittelalter hatte man die Vorstellung einer – letztlich von Gott gelenkten – Einmütigkeit (unanimitas). Das deutsche Recht operierte noch lange mit der Fiktion, dass die Minderheit gar nichts zählt, sondern sich der Mehrheit anschließen oder schweigen muss.
Es gibt auf der Erde zurzeit vielfältige Auffassungen zur Rechtmäßigkeit bzw. zur Anerkennung von Wahlen. Teilweise sind diese von radikal unterschiedlichen Auffassungen begleitet, was die Berechtigung zur Teilnahme an Wahlen angeht (wobei dies mitunter ein nachrangiges Problem der Bevölkerung darstellt).
Eine Grundlage für die Völkergemeinschaft versuchte die UNO in der Allgemeinen Erklärung der Menschenrechte zu legen (Artikel 21).

## Neuwahl und Ersatzwahl
Vor dem Beginn einer neuen Legislaturperiode findet eine reguläre Wahl („Neuwahl“, „Hauptwahl“, „allgemeine Wahl“, in der Schweiz: „Gesamterneuerungswahl“) statt, bei der alle Vertreter in einem Gremium neu gewählt werden. Müssen während der laufenden Legislaturperiode einzelne Mitglieder ersetzt werden, so spricht man von einer Ersatzwahl oder Nachwahl.

## Wahlrecht
Das Wort „Wahlrecht“ ist doppeldeutig: Es bezeichnet zum einen die Berechtigung, zu kandidieren und zu wählen, also das passive und aktive Wahlrecht, zum anderen die Menge der gesetzlichen Regelungen von Wahlen.

## Berichterstattung bei politischen Wahlen
Wahlen sind von hoher Bedeutung für die Politikberichterstattung. Vor einer Wahl werden die Parteien und ihre Kandidaten vorgestellt. Meistens finden TV-Duelle sowohl zwischen den stärksten Wettbewerbern als auch zwischen anderen Parteien statt, wenn diese im Parlament vertreten sein könnten. Ergänzend werden Formate mit Bürgern organisiert, in welchen diese Fragen an die Politiker stellen können. Am Wahlabend berichten die TV-Sender über die politischen Themen des Wahlkampfs. Genau 18.00 Uhr wird das erste Zwischenergebnis bekanntgegeben. Es werden verschiedene Grafiken über die prozentual erreichten Stimmenanteile und die dadurch entstehenden Machtverhältnisse durch die Anzahl der Sitze im Parlament gezeigt. Anhand der Daten werden Schlussfolgerungen gezogen, in welcher Konstellation die Parteien mit Mehrheit regieren könnten. Am Abend findet meistens eine Diskussionsrunde der Generalsekretäre einer Partei statt, in welchen diese das Wahlergebnis analysieren. Dies wird als Elefantenrunde bezeichnet. Am Tag nach der Wahl finden in der Bundespressekonferenz oder in der Landespressekonferenz Pressekonferenzen mit Vertretern der Parteien statt. In diesen stellen die Sprecher ihre jeweilige Position zum Ausgang der Wahl dar und geben den Journalisten Auskunft über Fragen zur Bedeutung des Ergebnisses für die eigene Person, die Landes- oder die Bundespolitik.